# Tache (nouvelle)
Tache (titre original : Blot) est une nouvelle de science-fiction écrite par Hal Clement et publiée en 1989. Cette nouvelle fait partie de l'anthologie Les Fils de Fondation présentée par Martin H. Greenberg.

## Résumé
Sur la planète Miranda, une équipe d'explorateurs va découvrir un robot de toute évidence construit par une intelligence extraterrestre.